# OTI 2000
La XXVIII edición del Gran Premio de la Canción Iberoamericana o Festival de la OTI fue la última edición del Festival OTI, celebrada entre el 19 de mayo y 20 de mayo de 2000 en el Centro de Convenciones de Acapulco.

## Desarrollo
En esta edición se iba a realizar originalmente los días 19 y 20 de noviembre de 1999 en la ciudad mexicana de Veracruz, pero debido a las inundaciones que asolaron en dicha ciudad,pues varias televisoras pertenecientes a la OTI se manifestaron en estar en dificultades económicas para organizarlo, pues finalmente se decidió suspender el festival.
La propia organización decide posponer el concurso al año 2000, siendo México el país en donde se realizó el certamen, y la ciudad que fue escogida fue en Acapulco y realizándose en el Salón Teotihuacán del Centro de Convenciones de dicha ciudad entre los días 19 y 20 de mayo de ese mismo año.
En este festival participaron las 20 canciones en la semifinal del certamen, de las cuales las 10 canciones pasaron a la final. La canción ganadora fue "Hierba mala" con coautoría de Emilio Estefan e interpretada por las Hermanas Chirino, en representación a los Estados Unidos. En el segundo lugar quedó la representación de Puerto Rico, encabezada por José Vega Santana, conocido en su país como el Payaso Remi; y en el tercer lugar quedó la representante mexicana Natalia Sosa. En el puesto de las demás canciones finalistas se desconoce; dado que el jurado solamente comunicó la clasificación de las tres primeras canciones.
Entre los artistas que repetían experiencia en el Festival de la OTI fueron el argentino Guillermo Guido (ganador en 1988 y segundo lugar en 1996) y al costarricense Luis Fernando Piedra (participante en 1993).
Entre los invitados estuvieron Garibaldi, Francisco Céspedes, Eugenia León, Emanuel Ortega, Hernaldo Zúñiga, Noelia y el propio Emmanuel, quien era el presentador de la gala final.
Esta fue la última edición de este festival aunque no se aludió en ningún momento a esa circunstancia, de hecho Emmanuel se despidió de la audiencia al terminar la transmisión diciendo hasta el año siguiente.

## Participantes
| País                 | Título de la canción                | Título de la canción     |
| País                 | Artista                             | Idioma                   |
| -------------------- | ----------------------------------- | ------------------------ |
| Argentina            | «Amar es tan simple»                | «Amar es tan simple»     |
| Argentina            | Guillermo Guido                     | Español                  |
| Bolivia              | «Destino»                           | «Destino»                |
| Bolivia              | Micaela                             | Español                  |
| Chile                | «Tú, naturaleza»                    | «Tú, naturaleza»         |
| Chile                | Magdalena Matthey                   | Español                  |
| Costa Rica           | «Como la marea»                     | «Como la marea»          |
| Costa Rica           | Hernán Corao y Luis Fernando Piedra | Español                  |
| Cuba                 | «Una vida nueva»                    | «Una vida nueva»         |
| Cuba                 | Indira Hernández                    | Español                  |
| Ecuador              | «Canto por ti, por amor»            | «Canto por ti, por amor» |
| Ecuador              | Danilo Fernando                     | Español                  |
| El Salvador          | «Soñador»                           | «Soñador»                |
| El Salvador          | Marinella Arrué                     | Español                  |
| España               | «Volver al sur»                     | «Volver al sur»          |
| España               | Sylvia Pantoja                      | Español                  |
| Estados Unidos       | «Hierba mala»                       | «Hierba mala»            |
| Estados Unidos       | Hermanas Chirino                    | Español                  |
| Guatemala            | «Luna serena»                       | «Luna serena»            |
| Guatemala            | Lico Vadelli                        | Español                  |
| Honduras             | «Te entregué mi corazón»            | «Te entregué mi corazón» |
| Honduras             | Diana Lara                          | Español                  |
| México               | «Mi vida»                           | «Mi vida»                |
| México               | Natalia Sosa                        | Español                  |
| Nicaragua            | «Libera el corazón»                 | «Libera el corazón»      |
| Nicaragua            | Lya Barrioz                         | Español                  |
| Panamá               | «Un mañana mejor»                   | «Un mañana mejor»        |
| Panamá               | Jorge Bordanea                      | Español                  |
| Paraguay             | «Empiezo a vivir»                   | «Empiezo a vivir»        |
| Paraguay             | Lenys                               | Español                  |
| Perú                 | «Un planeta, un corazón»            | «Un planeta, un corazón» |
| Perú                 | Anna Carina                         | Español                  |
| Portugal             | «Mar Portugal»                      | «Mar Portugal»           |
| Portugal             | Lena D'Agua                         | Portugués                |
| Puerto Rico          | «Con una canción»                   | «Con una canción»        |
| Puerto Rico          | José Vega                           | Español                  |
| República Dominicana | «¿Que nos pasa?»                    | «¿Que nos pasa?»         |
| República Dominicana | Rando Camasta                       | Español                  |
| Venezuela            | «Yo cantante»                       | «Yo cantante»            |
| Venezuela            | Mary Olga Rodríguez                 | Español                  |

## Resultados
| País                                             | Artista(s)                          | Canción                | Posición |
| ------------------------------------------------ | ----------------------------------- | ---------------------- | -------- |
| Estados Unidos                                   | Hermanas Chirino                    | Hierba mala            | 1        |
| Puerto Rico                                      | José Vega                           | Con una canción        | 2        |
| México                                           | Natalia Sosa                        | Mi vida                | 3        |
| Cuba                                             | Indira Hernández                    | Una vida nueva         | F        |
| Portugal                                         | Lena D'Agua                         | Mar Portugal           | F        |
| España                                           | Sylvia Pantoja                      | Volver al sur          | F        |
| Costa Rica                                       | Hernán Corao y Luis Fernando Piedra | Como la marea          | F        |
| Argentina                                        | Guillermo Guido                     | Amar es tan simple     | F        |
| República Dominicana                             | Rando Camasta                       | ¿Qué nos pasa?         | F        |
| Perú                                             | Anna Carina                         | Un planeta, un corazón | F        |
| Venezuela                                        | Mary Olga Rodríguez                 | Yo cantante            | SF       |
| Bolivia                                          | Micaela                             | Destino                | SF       |
| Panamá                                           | Jorge Bordanea                      | Un mañana mejor        | SF       |
| Honduras                                         | Diana Lara                          | Te entregué mi corazón | SF       |
| Ecuador                                          | Danilo Fernando                     | Canto por ti, por amor | SF       |
| Guatemala                                        | Lico Vadelli                        | Luna serena            | SF       |
| El Salvador                                      | Marinella Arrué                     | Soñador                | SF       |
| Chile                                            | Magdalena Matthey                   | Tú, naturaleza         | SF       |
| Paraguay                                         | Lenys                               | Empiezo a vivir        | SF       |
| Nicaragua                                        | Lya Barrioz                         | Libera el corazón      | SF       |
| Lugar: Centro de Convenciones - Acapulco, México |                                     |                        |          |

## Miembros del jurado internacional
Los miembros del jurado internacional fueron los siguientes:
| País        | Jurado             |
| ----------- | ------------------ |
| Argentina   | Emmanuel Ortega    |
| México      | Felicia Garza      |
| México      | Eduardo Magallanes |
| España      | Alejandro Abad     |
| Colombia    | Charlie Zaa        |
| Colombia    | Kike Santander     |
| Chile       | Florcita Motuda    |
| Nicaragua   | Hernaldo Zúñiga    |
| Puerto Rico | Noelia             |